# 파우스트 (밴드)

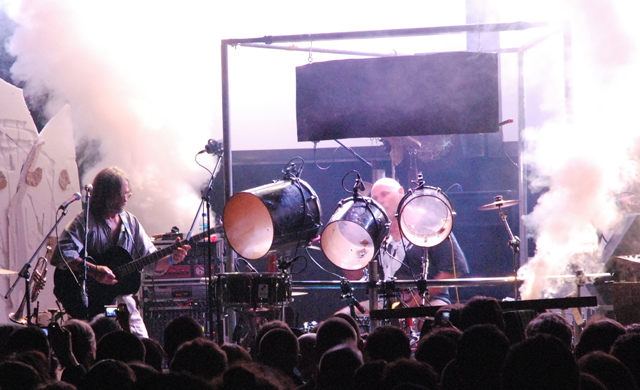
2007년 공연 중인 파우스트

파우스트 (Faust, '주먹')는 독일의 크라우트록 밴드이다. 1971년 붐메에서 베르네 디에마이에르 외 6인조로 결성되었다.

## 역사

### 1971-75
파우스트는 메이저 레이블인 폴리도어와 계약하고 1집 Faust를 녹음한다. 판매고는 형편없었지만 혁신적인 사운드로 평단의 반응이 좋았으며 어느정도의 팬층을 만들 수 있었다. 1집의 자켓은 투명한 필름에 사람의 주먹뼈가 실크스크린으로 인쇄되어있었고 레코드도 투명하게 만들어졌다.
2집 So Far는 좀 더 가볍게 만들었다. 2집의 자켓은 거의 검은색으로 채워져있고, 안에는 곡마다 하나의 일러스트레이션이 그려진 카드가 할당되어 있었다. 그들은 이후 독일록을 지칭하는 소위 크라우트록의 대표밴드 중 하나가 되었다.
이 시기 파우스트는 슬랩 해피의 1, 2집의 녹음을 도와주었고 슬랩 해피의 멤버 피터 블렉바드는 파우스트의 영국 공연에 함께하기도 했다.
파우스트 리처드 브랜슨의 버진 레코드와 싸인한 초기 뮤지션이 되었다. 그들을 영국에 소개하기 위한 3집 The Faust Tapes를 제작하는데 여러 미공개 음원을 오려붙여서 만들어서 단돈 48펜스에 팔았다. 그 돈은 싱글 한장 값이었으며 그래서 무려 10만장이나 팔려나갔다. 3집의 자켓은 브리짓 라일리가 작업한 옵아트 작품이었다.
파우스트는 토니 콘라드와 함께 앨범 Outside the Dream Syndicate를 낸다. 미니멀한 연주로 가득한 실험적 음반이었는데 이들은 1995년에 함께 모여 이 음반을 라이브로 연주하기도 했다.
파우스트는 영국에서 본격적으로 제작한 앨범 Faust IV를 녹음했다. 그러나 상업적 실패로 버진이 5집 녹음을 거부하여 밴드는 해산되었다.

### 재결성과 그 이후

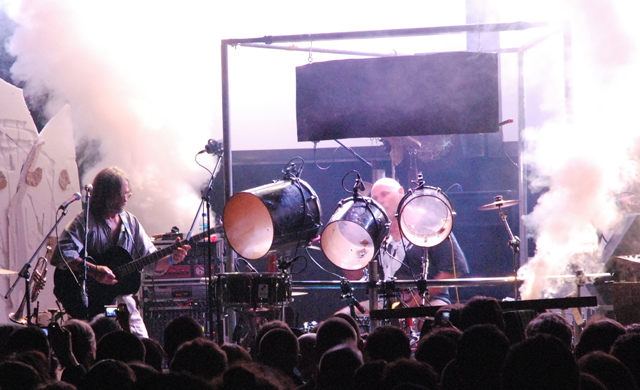
파우스트의 공연, 맨체스터 2007년

1975년부터 1990년 사이에는 일부 미공개 작업들이 공개되었지만 사실상 행적이 알려져있지 않다.
1990년과 1992년에 원년멤버 디에마이에르와 페론은 재결성 공연을 가졌다. 1994년에는 소닉 유스 멤버의 도움을 받아 최초의 미국투어를 가지기도 했다. 디에마이에르는 이전에 나왔던 미공개곡 모음집 Patchwork를 리믹스하여 2002년에 발매한다.
1996년 파우스트는 프랑스 그룹 울란바토르의 멤버들과 협연을 하였으며 이후 크리스 커틀러와 함께 런던 공연도 가졌다. 탈퇴했던 페론과 디에마이에르가 알고지내던 울란바토르 멤버들과 함께 새로운 파우스트를 결성해 2005년에 파우스트는 두개로 분열된다.

## 음반 목록

### 파우스트 (붐메 시대)
- 1971 – Faust – LP (Polydor)
- 1972 – So Far – LP (Polydor)
- 1973 – Outside The Dream Syndicate – LP (Caroline) Tony Conrad with Faust
- 1995 – Outside the Dream Syndicate Alive – CD (Table of the Elements) Tony Conrad with Faust
- 1973 – The Faust Tapes – LP (Virgin)
- 1974 – Faust IV – LP (Virgin)
- 1986 – Return of a Legend: Munic and Elsewhere – LP (Recommended) Aufnahmen von 1975
- 1989 – The Last LP – LP/CD (Recommended) Aufnahmen 1971–1972
- 1996 – BBC Sessions – LP (Recommended) 2000 auf CD
- 1996 – 71 Minutes – 2xLP (Recommended) Compilation mit Material von „Munic and Elsewhere“+„The Last LP“+„Faust Party Three“
- 2000 – The Wümme Years – 5xCD (Recommended Records) Box enthält „Faust“/„So Far“/„The Faust Tapes“/„71 Minutes“/„BBC Sessions+“

### 재결성
- 1994 – Rien – LP/CD (Table Of The Elements)
- 1997 – You know faUSt – LP/CD (Klangbad)
- 1997 – Faust Wakes Nosferatu – LP/CD (Klangbad) LP und CD enthalten NICHT die gleiche Musik
- 1999 – Ravvivando – LP+10″/CD (Klangbad)
- 2002 – Patchwork 1971-2002 – LP/CD (Klangbad)
- 2004 – Derbe Respekt, Alder – LP/CD (Klangbad) Faust vs Dälek
- 2005 – Collectif Met(z) – 3CD/Box (Art-Errorist) Aufnahmen 1996-2005
- 1990 – The Faust Concerts 1 – CD (Table of the Elements) live in Hamburg
- 1992 – The Faust Concerts 2 – CD (Table of the Elements) live in London
- 1996 – Untitled – CD (Klangbad)
- 1997 – Live in Edinburgh – CD (Klangbad)
- 2000 – The Land of Ukko and Rauni – 2xCD (Ektra) Live Helsinki, Finnland 2000
- 2001 – Freispiel – LP/CD (Klangbad) Remixes
- 2005 – Metz Box – 3xCD + 1xDVD (Art-Errorist) = „Collectif Met(z)“ + DVD (8 min.!) limited: 300

### 파우스트(Joachim Irmler)
- 2008 – Kleine Welt - CD (Klangbad) live 2006
- 2010 - faust is last - LP/CD (Klangbad)

### 파우스트(Werner Diermaier)
- 2005 – Impressions – DVD (+CD) (Zick Zack Records)
- 2007 – Trial und Error – DVD (Fuenfundvierzig)
- 2007 – Direct Injection – CD/DVD/Box/LP (Lumberton Trading)
- 2007 – Disconnected – LP/CD (Art-Errorist) (mit Nurse With Wound)
- 2009 – C'est com...com...compliqué – LP/CD (Bureau B)
- 2011 - Something Dirty - (Bureau B)
- 2014 - jUSt - (Bureau B)
- 2006 – Silver Monk Time – 2xCD (Faust mit Monks-Sänger Gary Burger) (play loud!)
- 2007 – Faust in Autumn – 3xCD+DVD/Box (Dirter Promotion) live in Newcastle +
- 2007 – Od Serca Do Duszy – 2xCD (AudioTong/Lumberton Trading Company)
- 2008 – Schiphorst 2008 – 2xCD (official private release)
- 2010 – Live at WFMU Fest 2009 - Download